# Croton sacaquinha
Croton sacaquinha är en törelväxtart som beskrevs av Léon Camille Marius Croizat. Croton sacaquinha ingår i släktet Croton och familjen törelväxter. Inga underarter finns listade i Catalogue of Life.